# Koněšín
Koněšín (německy Koneschin, starší názvy též z Konyessina, z Comissina, ze vsi Koniessina) je obec v okrese Třebíč v Kraji Vysočina. Leží asi čtrnáct kilometrů východně od Třebíče na levém břehu řeky Jihlavy. Žije zde 501 obyvatel. K obci přísluší osada Prachovna u řeky Jihlavy, která je autem dostupná z Vladislavi. 
Sousedními obcemi sídla jsou Smrk, Vladislav, Číměř, Kozlany, Studenec a Třebenice.

## Název
Jméno Koněšín vzniklo z původního Kunyšín, odvozeného od jména Kunyša, který měl osadu ve vlastnictví.

## Geografie
Podél severní hranice území obce vede silnice I/23, z ní jižně vychází silnice kolem Jindřichova Dvora, která pak pokračuje do Koněšína a dále do Kozlan. Z Koněšína směrem na východ vede silnice do Studence. Podél severozápadního okraje území u břehu Jihlavy vede užitková silnice do dřívější osady Prachovna. Jižně z Koněšína vede užitková cesta směrem k autokempu Borovinka, do chatové osady nad Dalešickou přehradou, k přístavišti Koněšín a k parkovišti nedaleko pláže Dalešice–Koněšín. Z Vladislavi vede podél západního okraje území a kolem Prachovny zelená turistická stezka, ta pak pokračuje kolem potoka Klíček a vodopádů na Klíčku a následně po náhorní plošině do Koněšína a posléze po stezce směrem k pláži Dalešice–Koněšín a dál podél přehrady. Ze severu na jih vede cyklostezka 5207 a její odbočka 5207A, ty pak pokračují do Kozlan, z Koněšína do Studence pak vede cyklostezka 5209. Na dalešické přehradě se nachází pod Koněšínem i přístaviště a po jižním okraji území obce probíhá pravidelná lodní doprava, která zajíždí až ke skále Halířka. 
Západní a jižní část území je zalesněna a tvořena poměrně příkrým údolím potoka Beňůvky (na severu) a pak Jihlavy, místy je údolí neschůdné. Zalesněná část území je také na větší části jižní části nad dalešickou přehradou. Nad přehradou jsou také skalní útvary Halířka a Kozí skála. Severní a východní část je zemědělsky využívána, část koněšína je využívána průmyslově. 
Severní hranice území obce je tvořeno potokem Beňůvky, ten se pak vlévá do Jihlavy, stejně tak se do Jihlavy vlévají další potoky, které odvodňují území obce. Jsou jimi potoky (ze severa na jih) Řezanec, nepojmenovaný potok, Klíček (s vodopádem na Klíčku), nepojmenovaný potok, Koněšínský potok (ten pramení přímo v Koněšíně v malém rybníčku) a další nepojmenovaný potok, který pramení pod samotou Radarka a tvoří část východní hranice území obce. Západní a jižní část hranic území tvoří řeka Jihlava, která postupně přechází u Prachovny (resp. na druhé straně přehrady u Čermákova mlýna) do Vodní nádrže Dalešice, Jihlava se pak po mnoha kilometrech vlévá do Dyje. Nad přehradou na potoce Klíček se nachází menší vodopád, kousek dále nad řekou Jihlavou jsou skalní útvary, nejznámější je Kozí skála nad Jirkasovým mlýnem a Halířka s pietním trampským místem, nad řekou jsou i další skalní útvary.
Na severu území se nachází nepojmenovaný kopec s výškou 469 m, severně od Halířky se pak nachází kopec s kótou 461 m. Údolí řeky Jihlavy (a dalších potoků) je výrazně níže, než zbytek území obce, to je posléze tvořeno náhorní plošinou.
Koněšín se nachází v jihovýchodní části území obce, jižně od Koněšína se nachází chatová oblast nad dalešickou přehradou, východně od Koněšína se u okraje území obce nachází někdejší samota Radarka, kde se nachází depozitář leteckého muzea. Na západním okraji se u řeky nachází Prachovna (někdejší samota a továrna). Severně od Koněšína se u silnice nachází samota Jindřichův Dvůr.

## Historie
První písemná zmínka o obci se nachází ve falzu z 12. století a hlásí se k roku 1104 (Komissin cum foro), kdy se tu nalézalo tržiště, kde obchodovali kramáři. V zakládací listině třebíčského kláštera je zmíněno jako místo velmi významné. Obec ležela na významné obchodní cestě z Brna do Jihlavy.
Prachovna sloužila k výrobě střelného prachu a je doložena již k roku 1629. Při posledním neštěstí v roce 1920, kdy zahynulo 12 pracovníků, byla výroba střelného prachu navždy zastavena.
Do roku 1556 patřila osada ke třebíčskému klášteru, poté byla prodána panství náměšťskému. V roce 1567 však zemřel Oldřich z Lomnice a panství připadlo Janu staršímu ze Žerotína a Žerotínům pak obec patřila do roku 1628, kdy po vydání Obnoveného zřízení zemského pro Moravu Karel starší ze Žerotína emigroval a panství získal Jan Křtitel z Werdenbergu. Od roku 1557 pak byl Koněšín součástí náměšťského panství. V roce 1596 pak Karel z Žerotína dosáhl povýšení Ondřeje z Koněšína do rytířského stavu. Mezi lety 1663 a 1679 byl ve vsi postaven kostel svatého Bartoloměje a roku 1729 pak ke kostelu byla přistavěna věž. V roce 1793 byla ve vsi zřízena expozitura, která byla později povýšena na lokálii a pak i na farnost. V roce 1814 byla postavena nová školní budova, ta posléze přestala dostačovat a v roce 1895 byla postavena nová dvoutřídní škola.
Na začátku 20. století byly zakládány spolky, v roce 1904 vznikl čtenářský spolek, v roce 1906 hasiči a v roce 1924 byla založena Domovina. Do roku 1919 byla součástí obce Koněšín i obec Kozlany. V letech 1929 až 1937 byl v obci vydáván časopis Farní věstník pro duchovní správu v Koněšíně. Obec byla v roce 1900 čistě katolická.
Bylo oznámeno, že v roce 2022 a 2023 bude obec kanalizována.
Do roku 1849 patřil Koněšín do náměšťského panství, od roku 1850 patřil do okresu Moravský Krumlov, pak od roku 1868 do okresu Třebíč. Mezi lety 1980 a 1990 patřil Koněšín pod Studenec, následně se obec osamostatnila.

## Obyvatelstvo
| Rok            | 1869 | 1880 | 1890 | 1900 | 1910 | 1921 | 1930 | 1950 | 1961 | 1970 | 1980 | 1991 | 2001 | 2011 | 2021 |
| -------------- | ---- | ---- | ---- | ---- | ---- | ---- | ---- | ---- | ---- | ---- | ---- | ---- | ---- | ---- | ---- |
| Počet obyvatel | 421  | 441  | 516  | 592  | 601  | 580  | 649  | 530  | 590  | 562  | 554  | 511  | 476  | 469  | 490  |
| Počet domů     | 60   | 63   | 71   | 79   | 86   | 89   | 107  | 139  | 131  | 137  | 139  | 156  | 167  | 172  | 184  |

## Obecní správa

### Obecní symboly
Znak byl obci udělen rozhodnutím předsedy Poslanecké sněmovny Parlamentu České republiky dne 22. listopadu 2001.

## Politika

### Představitelé obce
| Období             | Jméno                                                                       | Poznámka             |
| ------------------ | --------------------------------------------------------------------------- | -------------------- |
| 1680               | Jan Loupal                                                                  | rychtář              |
| 1743               | Jakub Kubiš, Matyáš Franěk                                                  | rychtář a purkmistr  |
| 80. léta 18. stol. | Jakub Kubiš                                                                 | rychtář              |
| 1795               | Josef Loucký, Matěj Kubíček                                                 | rychtář a purkmistr  |
| 1853               | Josef Chadima                                                               | starosta             |
| ???                | František Sklenář                                                           | starosta             |
| ???                | Jakub Žák                                                                   | starosta             |
| ???                | Josef Strnad                                                                | starosta             |
| do r. 1920         | Jan Svoboda, č. 27                                                          | starosta             |
| 1920–1924          | Jan Mastný, č. 52                                                           | starosta             |
| 1924–1945          | Jan Svoboda, č. 5                                                           | starosta             |
| 1945               | Vladimír Svoboda, č. 104                                                    | revol. národní výbor |
| 1946–1948          | František Nováček, č. 10                                                    | předseda MNV         |
| 1948               | Josef Kladivo, č. 118                                                       | předseda MNV         |
| 1949–1950          | Bohdan Vejmelka                                                             | předseda MNV         |
| 1951               | Tomáš Konečný                                                               | předseda MNV         |
| 1952–1959          | Jindřich Konečný                                                            | předseda MNV         |
| 1960–1970          | Alois Rousek                                                                | předseda MNV         |
| 1971               | Augustin Bouzek                                                             | předseda MNV         |
| 1972–1975          | František Švejda                                                            | předseda MNV         |
| 1976–1980          | Miroslav Svoboda                                                            | předseda MNV         |
| 1981–1989          | Koněšín patřil pod MNV sousedního Studence, v obci byl pouze občanský výbor |                      |
| 1990–1998          | Ladislav Babuněk                                                            | starosta             |
| 1998–2000          | Petr Štancl                                                                 | starosta             |
| 2000–2018          | Hana Žáková                                                                 | starostka            |
| 2018–doposud       | Bc. Jiří Chalupa                                                            | starosta             |

### Volby do Poslanecké sněmovny
|       | 2006                | 2010                | 2013                | 2017                | 2021                  |
| ----- | ------------------- | ------------------- | ------------------- | ------------------- | --------------------- |
| 1.    | ČSSD (38,36 %)      | VV (23,55 %)        | ČSSD (21,77 %)      | ANO (40,16 %)       | ANO (31,02 %)         |
| 2.    | ODS (21,22 %)       | ČSSD (19,92 %)      | ANO 2011 (20,56 %)  | KDU-ČSL (10,24 %)   | SPOLU (25,18 %)       |
| 3.    | KDU-ČSL (18,77 %)   | ODS (17,75 %)       | KSČM (19,35 %)      | KSČM (9,42 %)       | Piráti+STAN (12,77 %) |
| účast | 64,66 % (247 z 382) | 65,57 % (278 z 424) | 59,47 % (248 z 417) | 60,74 % (246 z 405) | 68,72 % (279 z 406)   |

### Volby do krajského zastupitelstva
|      | 1.                    | 2.                    | 3.                      | účast               |
| ---- | --------------------- | --------------------- | ----------------------- | ------------------- |
| 2000 | ODS (28,14 %)         | 4KOALICE (25,92 %)    | SV (18,51 %)            | 38,56 % (150 z 389) |
| 2004 | KDU-ČSL (33,58 %)     | KSČM (30,59 %)        | ODS (19,4 %)            | 34,62 % (134 z 387) |
| 2008 | SNK ED (30,38 %)      | ČSSD (30,38 %)        | ODS (13,81 %)           | 46,43 % (182 z 392) |
| 2012 | Pro Vysočinu (42,1 %) | KSČM (19,88 %)        | ČSSD (13,45 %)          | 44,34 % (184 z 415) |
| 2016 | STAN+SNK ED (26,61 %) | ANO 2011 (18,7 %)     | KSČM (15,82 %)          | 33,41 % (139 z 416) |
| 2020 | ANO (30,65 %)         | Piráti (12,4 %)       | ODS+STO (11,67 %)       | 33,74 % (138 z 409) |
| 2024 | ANO (42,1 %)          | STAN+SNK ED (15,13 %) | ODS+TOP 09+STO (12,5 %) | 41,1 % (163 z 399)  |

### Prezidentské volby
V prvním kole prezidentských voleb v roce 2013 první místo obsadil Miloš Zeman (84 hlasů), druhé místo obsadil Jan Fischer (58 hlasů) a třetí místo obsadil Karel Schwarzenberg (44 hlasů). Volební účast byla 67,48 %, tj. 276 ze 409 oprávněných voličů. V druhém kole prezidentských voleb v roce 2013 první místo obsadil Miloš Zeman (175 hlasů) a druhé místo obsadil Karel Schwarzenberg (94 hlasů). Volební účast byla 65,45 %, tj. 269 ze 411 oprávněných voličů.
V prvním kole prezidentských voleb v roce 2018 první místo obsadil Miloš Zeman (141 hlasů), druhé místo obsadil Jiří Drahoš (69 hlasů) a třetí místo obsadil Pavel Fischer (30 hlasů). Volební účast byla 70,29 %, tj. 291 ze 414 oprávněných voličů. V druhém kole prezidentských voleb v roce 2018 první místo obsadil Miloš Zeman (183 hlasů) a druhé místo obsadil Jiří Drahoš (100 hlasů). Volební účast byla 69,70 %, tj. 283 ze 406 oprávněných voličů.
V prvním kole prezidentských voleb v roce 2023 první místo obsadil Andrej Babiš (122 hlasů), druhé místo obsadil Petr Pavel (68 hlasů) a třetí místo obsadila Danuše Nerudová (64 hlasů). Volební účast byla 73,20 %, tj. 294 ze 403 oprávněných voličů. V druhém kole prezidentských voleb v roce 2023 první místo obsadil Andrej Babiš (163 hlasů) a druhé místo obsadil Petr Pavel (140 hlasů). Volební účast byla 74,63 %, tj. 303 ze 406 oprávněných voličů.

## Společnost
V obci je k dispozici pošta, základní a mateřská škola, kulturní dům, pohostinství, potraviny, ubytovna i autokemp. Z živnostníků zde působí: Cukrářství E. Musilová, Klempířství J. Líbal, Autoopravna P. Mrňa, Keramický ateliér KVAK, Stavby Šibůrek a Keramika Jana Fučíková. Také je zde Jednota Moravské Budějovice.

## Pamětihodnosti
- Kostel svatého Bartoloměje postavený mezi lety 1663 a 1679, fara postavena v roce 1860.[4]
- Smírčí kříže
- Letecké muzeum Koněšín[31][32]

## Osobnosti
- Josef Bryja (*1974), zoolog
- Anna Fučíková (*1982), fyzička
- Petr Hort (* 1946), poslanec PSP
- Václav Moll (* 1949), inženýr
- Josef Votava (1883–?), legionář
- Hana Žáková (*1968), senátorka za Třebíčsko

## Galerie

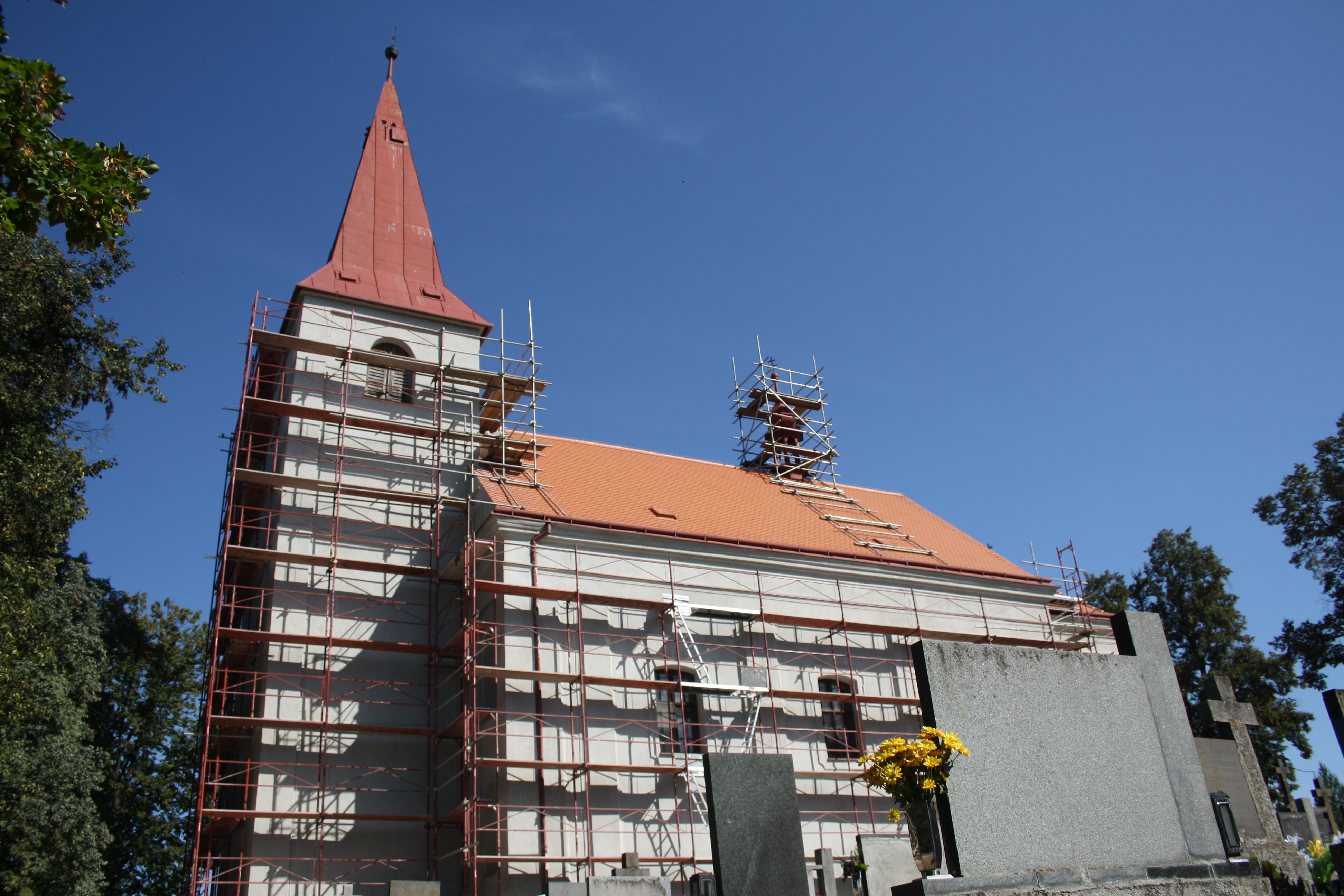
Kostel svatého Bartoloměje
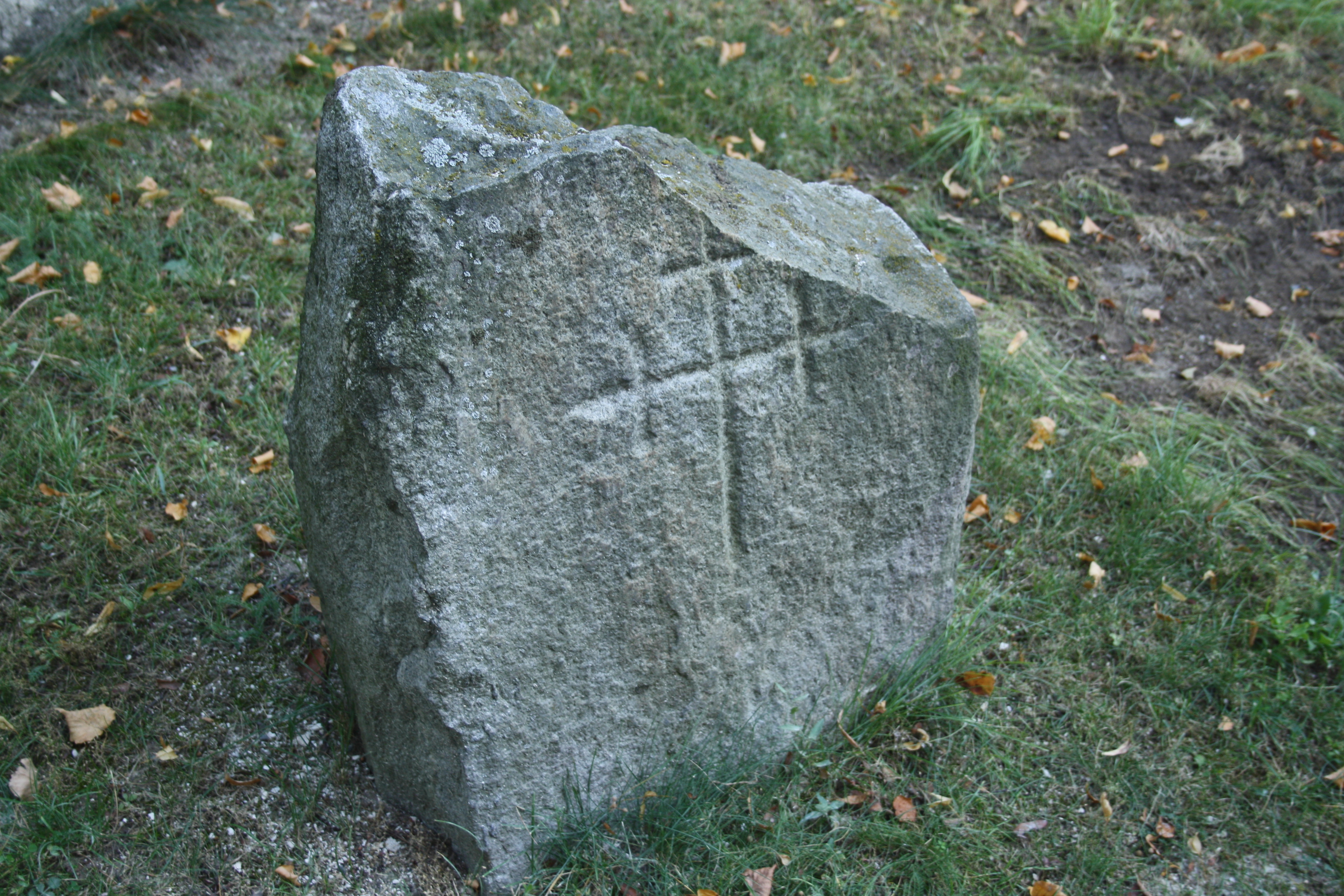
Smírčí kříž na hřbitově